# R Monocerotis
Désignations

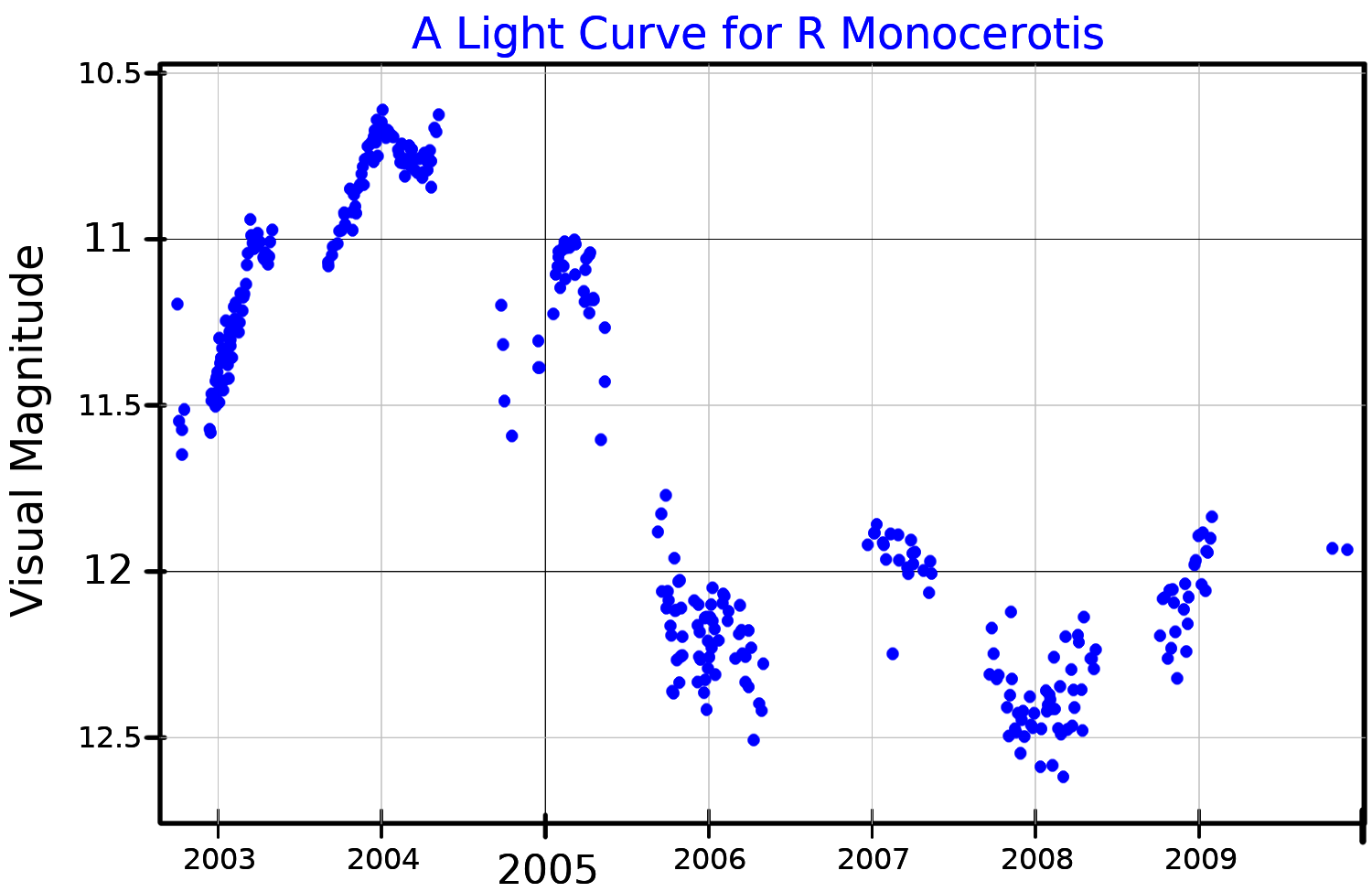
Courbe de lumière en bande visible de R Monocerotis, tracée à partir des donnes d'ASAS.

R Monocerotis (R Mon) est une étoile variable de type T Tauri dans la constellation de la Licorne. La magnitude apparente de R Mon varie entre 10 et 12 et son type spectral est B8IIIe.
L'étoile est située dans une nébuleuse diffuse appelée « Nébuleuse Variable de Hubble » (NGC 2261). Selon certains astronomes, l'« étoile » R Monocerotis n'est rien d'autre qu'une très brillante concentration de gaz dans la nébuleuse, et certains catalogues et atlas célestes ne la citent pas en tant qu'étoile[réf. nécessaire].